# Aloe perfoliata
Espèce
Statut CITES
Synonymes
- Aloe mitriformis
- Aloe comptonii
- Aloe albispina
- Aloe flavispina

Répartition géographique
Aloe perfoliata est une espèce d'aloès rampant rustique, endémique des zones rocheuses et montagneuses du Cap-Occidental, en Afrique du Sud. Cette espèce est la plus répandue du groupe des aloès rampants.

## Taxonomie
L'Aloe perfoliata était autrefois connue sous le nom Aloe mitriformis. L'apparence physique de cet aloès varie grandement selon l'environnement, et par conséquent, diverses sous-populations ont souvent été confondues auparavant avec des espèces distinctes. Les espèces comme  perfoliata, comptonii, albispina et  flavispina qui étaient auparavant distinctes sont aujourd'hui reconnues comme toute A. mitriformis. Il a également longtemps été confondu avec Aloe distans.

## Description

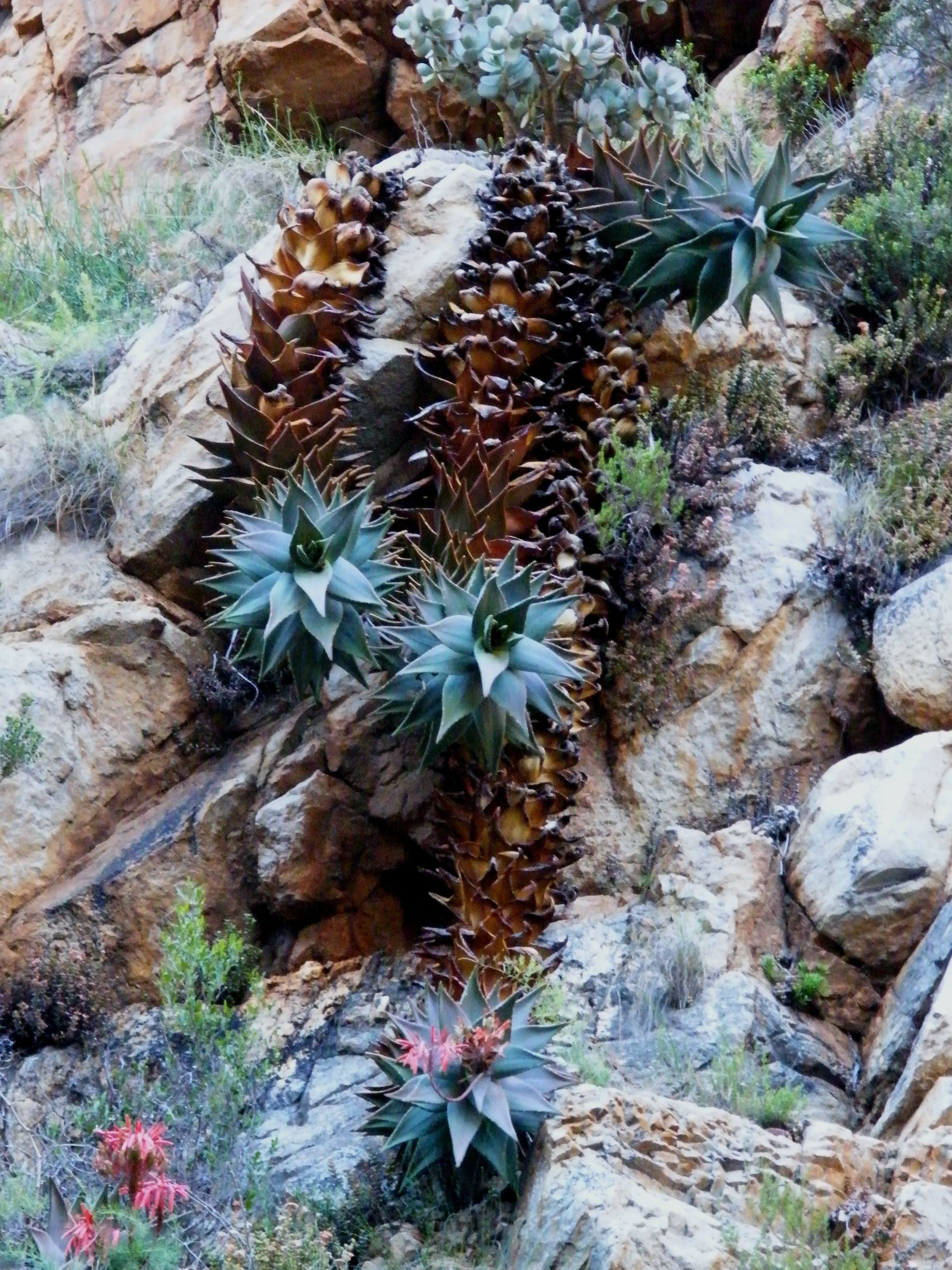
Sur cette photo, on distingue le fourreau de feuilles mortes le long des tiges de la plante, et son port rampant.

Dans leur habitat naturel, ces aloès ont des tiges longues, prostrées et ramifiées pouvant atteindre 2 mètres. Au lieu de grandir debout, ils ont tendance à s'étaler sur le sol, comme une plante rampante, et sur les rochers. Alors que la plus grande partie de la plante se trouve le long du sol, la tête est souvent redressée, orientée vers le haut, face au soleil. Les bords des feuilles sont armés de petites dents blanches inoffensives. Elles sont vertes mais en conditions d'ensoleillement important, et/ou de sécheresse peuvent devenir rouge-rose voir mauve.
Les feuilles en conditions naturelles sèches vont mourir et former autour de l'axe rampant de la plante un épais fourreau.

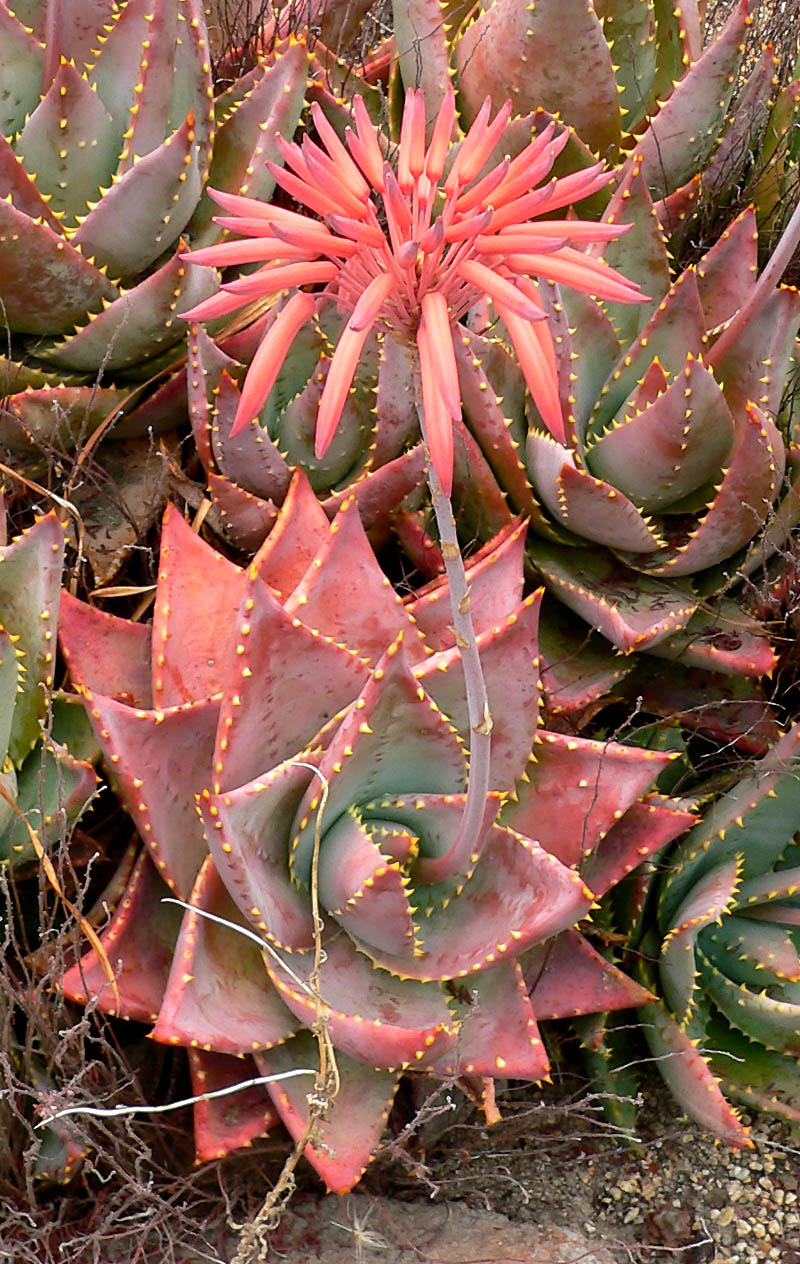
A. mitriformis en fleurs. On distingue la forte coloration rouge des feuilles.

L'aspect de la plante est extrêmement variable selon l'environnement, ce qui le rend parfois difficile à identifier. De plus cette plante est suspectée d'être le résultat de croisement entre plusieurs autres espèces (Aloe distans et A. brevifolia).
Les plantes qui poussent en plein soleil développent des feuilles bleutées serrées, tandis que celles qui poussent à l'ombre ont des feuilles vertes plus espacées. Les feuilles épaisses et charnues se recourbent souvent vers l'intérieur pendant les périodes de sécheresse, donnant à la rosette un aspect de mitre (jusqu'à récemment, cette espèce était connue sous le nom d'Aloe mitriformis en raison de cette ressemblance).
Elle pousse souvent « en bosquet » de plusieurs tiges serrées les unes contre les autres, donnant l'aspect d'un buisson compact.

## Floraison
Cet aloès fleurit en été en Afrique du sud, de décembre à février. Les fleurs rouges apparaissent sur des hampes multibranches de 20 à 60 cm, dont la section varie d'une forme arrondie à conique (correspondant à la nature variable de cette espèce).
Les fleurs réparties sur la grappe, peuvent se trouver réunies en pompons en bout de la hampe, ou reparties plus largement sur la longueur. Là aussi la variabilité de la plante se retrouve sur la floraison.

## Répartition et écologie
L'Aloe perfoliata est indigène au Cap-Occidental et dans certaines zones adjacentes du Cap-Nord et l'Est de l'Afrique du Sud. Il se rencontre typiquement dans les Fynbos  montagneux, débordant dans la végétation voisine du désert du Karoo et du biome des fourrés d'Albany.
On les trouve généralement en groupes parmi les gravats et les affleurements rocheux (d'où leur nom afrikaans, "Puin Aalwyn", ou anglais "Rubble Aloe" signifiant aloès des gravats), poussant sur un sol argileux ou sablonneux. Ces plantes ont tendance à préférer les endroits plats et rocheux, mais il n'est pas rare de les voir pendre sur les parois verticales des falaises.
Comme la plupart des Aloès, A. perfoliata est mellifère, et attire abeilles, papillons et oiseaux (dans le milieu naturel pour ces derniers).

## Sous-espèces
- A. perfoliata subsp. mitriformis : S'étend de Nieuwoudtville jusqu'à Montagu.
- A. perfoliata subsp. comptonii : S'étend de Montagu à l'ouest, jusqu'à Uitenhage à l'est. Plantes relativement plus compactes, grandes et sans tige, avec des feuilles allongées vertes à bleuâtres.
- A. perfoliata subsp. distans :  autour de Saldanha dans le Cap-Occidental. Plantes plus petites, à croissance plus rapide, avec des feuilles vertes tachetées sur leurs longues tiges rampantes.

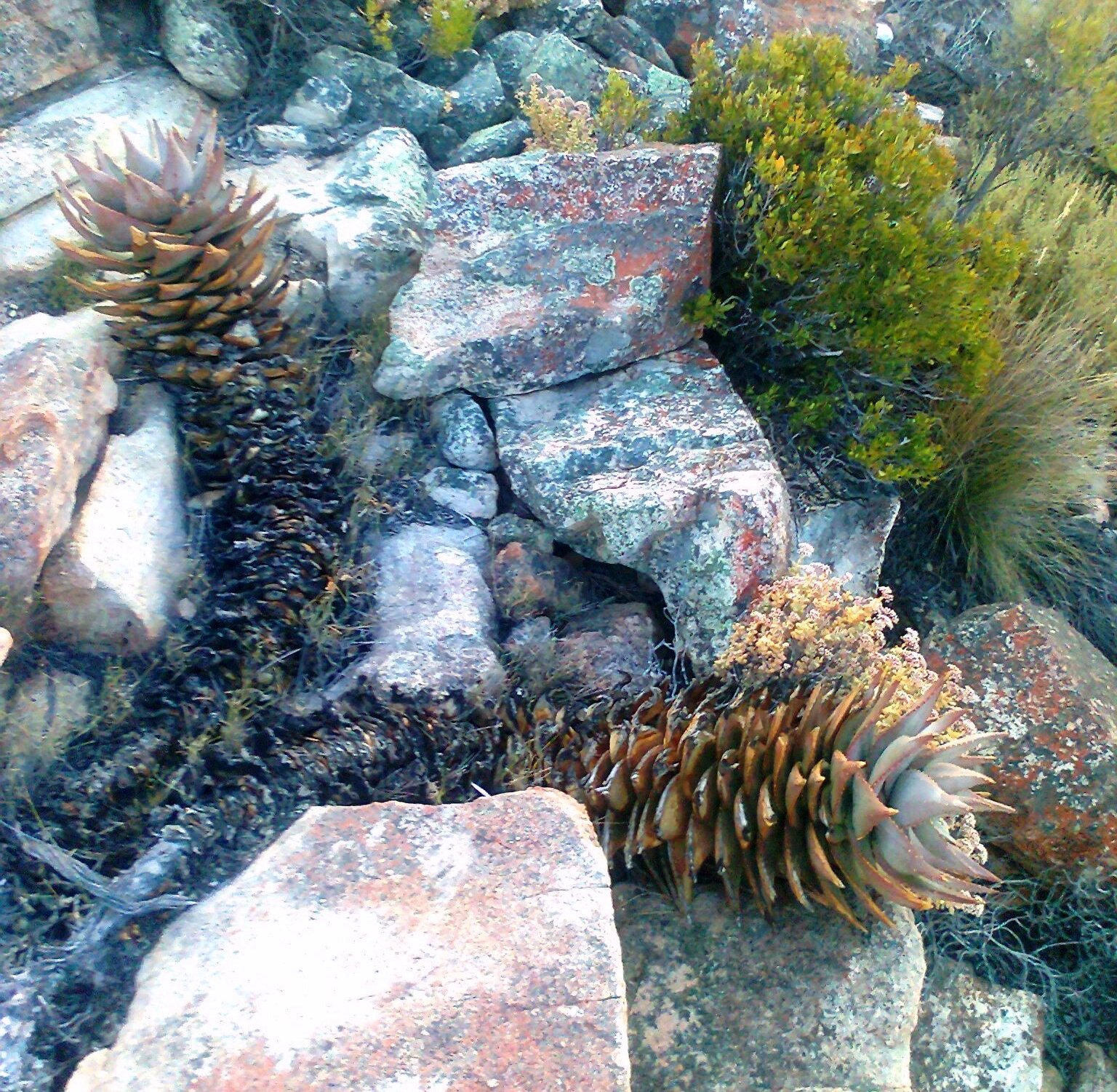
A. perfoliata var. mitriformis, au Cap-Occidental. (endommagé par le feu).
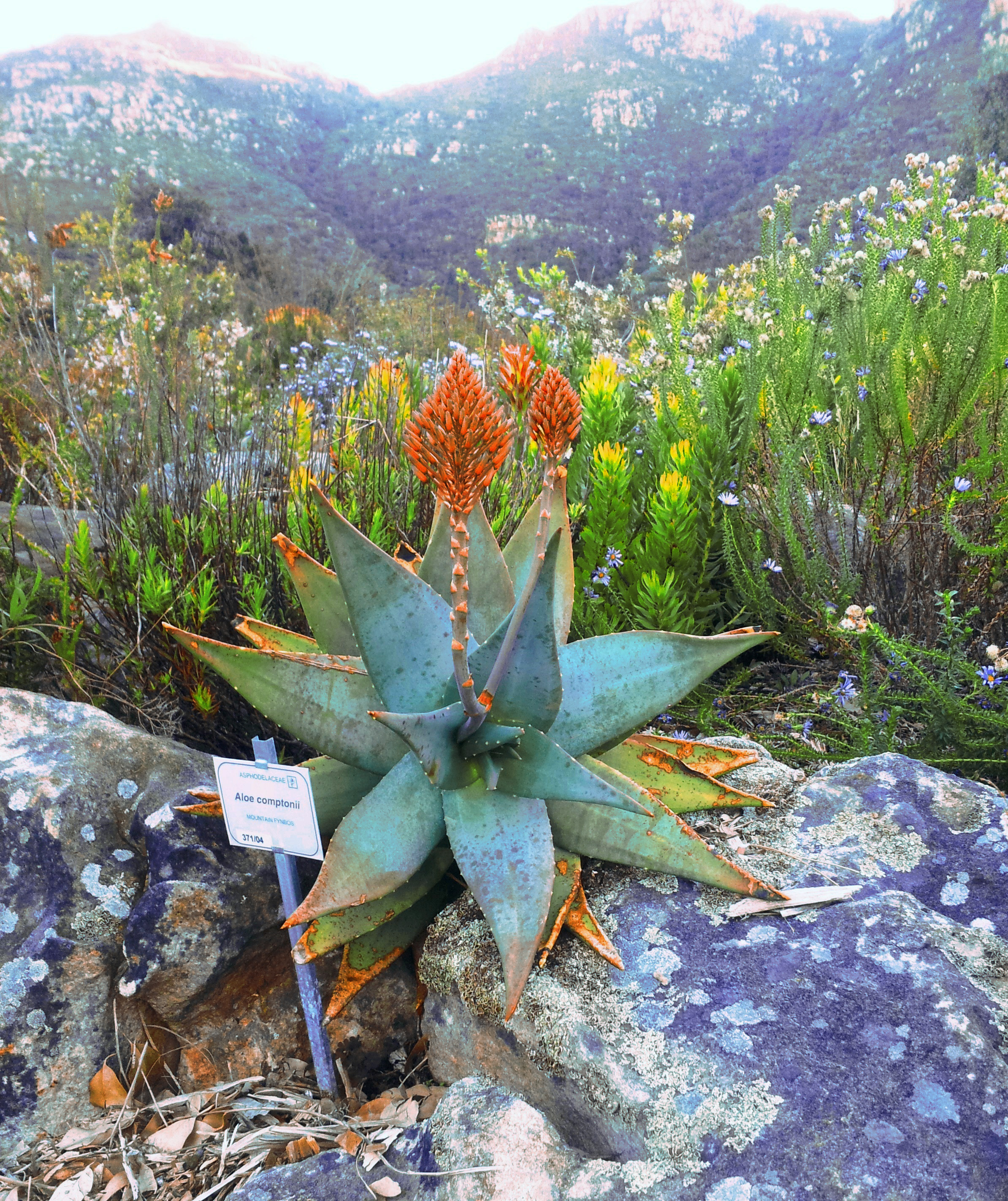
A. perfoliata var. comptonii, au Cap-Oriental.
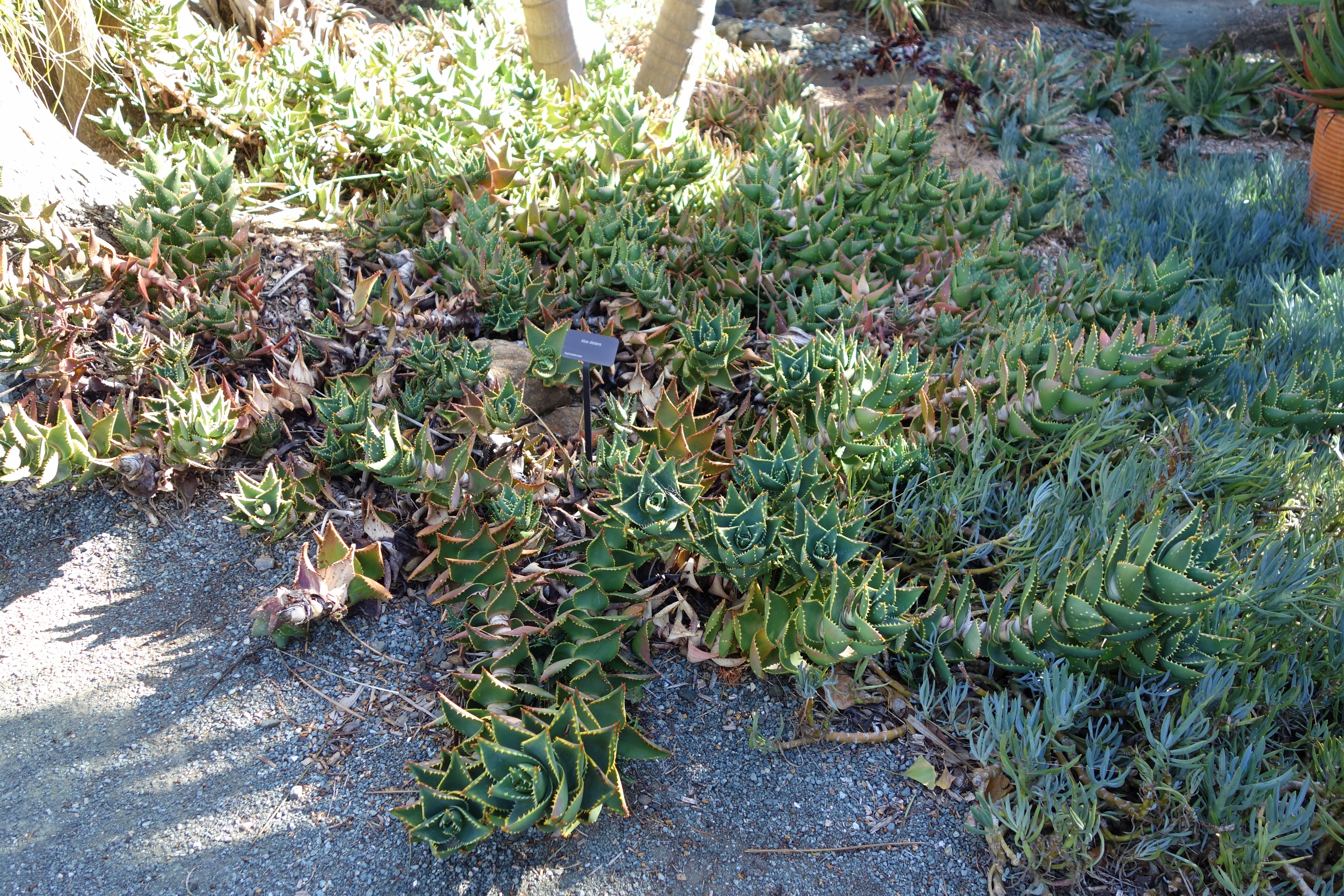
A. perfoliata var. distans, à Saldanha.

## Utilisation
Espèce très résistante et compacte, elle peut être cultivée sur les talus, les pentes et les parois rocheuses, et elle survit facilement aux étés très chauds et à la neige en hiver (elle résiste à de légères gelées de l'ordre de -5° en USDA9 et au dessus).
Ces aloès sont également utilisés dans les jardins arides car ils ont besoin du plein soleil pour une floraison maximale. Il faut veiller à ne pas trop arroser cette espèce afin qu'elle ne pourrisse pas.
L'espèce peut être facilement reproduite en prélevant des rejets, ou en bouturant des tiges, séchées pendant quelques jours et plantées dans le sable.

### Littérature
- Hilton-Taylor, C. 1996. Red data list of southern African plants. Strelitzia 4. South African National Botanical Institute, Pretoria.
- Raimondo, D., von Staden, L., Foden, W., Victor, J.E., Helme, N.A., Turner, R.C., Kamundi, D.A. and Manyama, P.A. 2009. Red List of South African Plants. Strelitzia 25. South African National Biodiversity Institute, Pretoria.
- Van Wyk, B.-E. and Smith, G. 2003. Guide to aloes of South Africa. (2nd ed.). Briza Publications, Pretoria.
- Victor, J.E. 2002. South Africa. In: J.S. Golding (ed), Southern African plant Red Data Lists. Southern African Botanical Diversity Network Report 14 (pp. 93-120), SABONET, Pretoria.